# Дереволаз золотий
Дереволаз золотий (Dendrobates auratus) — вид земноводних роду Дереволаз родини Дереволази. Отруйна амфібія.

## Опис
Загальна довжина досягає 2,5—4,2 см. Спостерігається статевий диморфізм: самиці більші за самців. Самці характеризуються збільшеними дисками на кінцях другого, третього і четвертого пальців і більш загостреною мордою. Диски відіграють роль присосок, що допомагають при пересуванні по листям і гілкам. Шкірні слизові виділення отруйні. 
Основний фон зазвичай чорний, але може бути коричневим або бронзово-зеленим. Плями, що утворюють вигадливий візерунок на спині і верхньому боці кінцівок, можуть бути темно-або світло-зелені, блакитно-зелені, сріблясто-сірі, бронзові або майже білі. Зустрічаються практично чорно-білі особини з дуже незначною присутністю зеленого.

## Спосіб життя
Полюбляє гірські дощові ліси, практично не злазячи з дерев більшу частину життя. Зустрічається на висоті до 1000 м над рівнем моря. Не здатен стрибати з дерева на дерева. Тому спускається на землю й переходить на інше дерево. Живиться переважно мурахами та іншими безхребетними. Перш за все їсть отруйних комах, завдяки чому у шкірі утворюється та накопичується отрута. У свою чергу на цю жабу полюють отруйні змії, в яких накопичується отрута цих дереволазів.
Під час парування збираються у великі групи. Самиця відкладає яйця, з яких через 10—14 днів з'являються до 4—6 пуголовок. Їх самиця переносить до порожнин між листям бромелій, де утворюється своєрідний басейн. Тут пуголовки ростуть 10—15 тижнів до перетворення на дорослу особину.

## Розповсюдження
Мешкає на півдні Нікарагуа, у Коста-Риці, Панамі, Колумбії.